# Coupe ULEB de basket-ball 2006-2007
Navigation
Édition précédente Édition suivante
La Coupe ULEB 2006-2007 est la 5e édition de la coupe ULEB, deuxième compétition de clubs de basket-ball du continent européen après l'Euroligue de basket-ball.

## Équipes participantes et groupes
| Groupe A SLUC Nancy Lietuvos Rytas Hemofarm Vršac CB Gran Canaria AEK Athènes Brose Baskets | Groupe B KK FMP Belgrade SIG Strasbourg Saidero Udine BK Ventspils Besiktas İstanbul Anwil Włocławek |

| Groupe C Montepaschi Sienne Alba Berlin BC Khimki Moscou Academic Sofia Hapoël Jérusalem BC Ostende | Groupe D Étoile Rouge Belgrade Dexia Mons-Hainaut Eiffel Towers PAOK Salonique Real Madrid UNICS Kazan |

## 1ertour
Il se déroule en matchs aller-retours du 30 octobre 2006 au 16 janvier 2007. Les 4 premiers de chaque groupe sont alors qualifiés pour les 1/8e de finales.

### Groupe A
| - 1re journée, 30-31 octobre Brose Baskets - Nancy 49 - 83 Gran Canaria - AEK Athènes 63 - 57 Lietuvos Rytas - Hemofarm 81 - 69 - 2e journée, 7 novembre AEK Athènes - Brose Baskets 82 - 76 Nancy - Lietuvos Rytas 101 - 107 Hemofarm - Gran Canaria 73 - 81 - 3e journée, 14 novembre AEK Athènes - Hemofarm 73 - 93 Brose Baskets - Lietuvos Rytas 78 - 77 Gran Canaria - Nancy 55 - 75 - 4e journée, 21 novembre Brose Baskets - Hemofarm 64 - 71 Nancy - AEK Athènes 86 - 69 Lietuvos Rytas - Gran Canaria 72 - 70 - 5e journée, 28-29 novembre AEK Athènes - Lietuvos Rytas 76 - 102 Gran Canaria - Brose Baskets 80 - 67 Hemofarm - Nancy 93 - 82 |  | - 6e journée, 5 décembre AEK Athènes - Gran Canaria 70 - 58 Nancy - Brose Baskets 93 - 83 Hemofarm - Lietuvos Rytas 76 - 69 - 7e journée, 12 décembre Brose Baskets - AEK Athènes 80 - 71 Lietuvos Rytas - Nancy 80 - 74 Gran Canaria - Hemofarm 82 - 73 - 8e journée, 19 décembre Lietuvos Rytas - Brose Baskets 81 - 62 Nancy - Gran Canaria 76 - 71 Hemofarm - AEK Athènes 93 - 67 - 9e journée, 9 janvier Gran Canaria - Lietuvos Rytas 72 - 67 AEK Athènes - Nancy 76 - 85 Hemofarm - Brose Baskets 76 - 64 - 10e journée, 16 janvier Lietuvos Rytas - AEK Athènes 86 - 80 Nancy - Hemofarm 89 - 81 Brose Baskets - Gran Canaria 70 - 58 |

Classement
| Rang | Équipe          | Pts | J  | V | D | Pp  | Pc  | Diff |
| ---- | --------------- | --- | -- | - | - | --- | --- | ---- |
| 1    | Lietuvos Rytas  | 17  | 10 | 7 | 3 | 822 | 758 | 64   |
| 2    | SLUC Nancy      | 17  | 10 | 7 | 3 | 844 | 764 | 80   |
| 3    | Hemofarm Vršac  | 1   | 10 | 6 | 4 | 798 | 752 | 46   |
| 4    | CB Gran Canaria | 15  | 10 | 5 | 5 | 690 | 700 | -10  |
| 5    | Brose Baskets   | 13  | 10 | 3 | 7 | 693 | 772 | -79  |
| 6    | AEK Athènes     | 12  | 10 | 2 | 8 | 721 | 822 | -101 |

### Groupe B
| - 1re journée, 30-31 octobre Besiktas ColaTurka - BK Ventspils 65 - 76 KK FMP Belgrade - Anwil Włocławek 90 - 61 Strasbourg - Snaidero Udine 81 - 75 - 2e journée, 7 novembre BK Ventspils - KK FMP Belgrade 69 - 78 Snaidero Udine - Besiktas ColaTurka 82 - 73 Anwil Włocławek - Strasbourg 76 - 85 - 3e journée, 14 novembre Besiktas ColaTurka - KK FMP Belgrade 74 - 73 Strasbourg - BK Ventspils 72 - 68 Snaidero Udine - Anwil Włocławek 85 - 73 - 4e journée, 21 novembre Besiktas ColaTurka - Anwil Włocławek 74 - 61 BK Ventspils - Snaidero Udine 77 - 74 KK FMP Belgrade - Strasbourg 79 - 78 - 5e journée, 28-29 novembre Strasbourg - Besiktas ColaTurka 91 - 72 Snaidero Udine - KK FMP Belgrade 82 - 88 Anwil Włocławek - BK Ventspils 87 - 84 |  | - 6e journée, 5 décembre Anwil Włocławek - KK FMP Belgrade 78 - 85 Snaidero Udine - Strasbourg 75 - 73 BK Ventspils - Besiktas Istanbul 89 - 74 - 7e journée, 12 décembre Besiktas Istanbul - Snaidero Udine 65 - 71 Strasbourg - Anwil Włocławek 76 - 77 KK FMP Belgrade - BK Ventspils 96 - 100 - 8e journée, 19 décembre BK Ventspils - Strasbourg 87 - 60 Anwil Włocławek - Snaidero Udine 84 - 88 KK FMP Belgrade - Besiktas Istanbul 94 - 87 - 9e journée, 9 janvier Snaidero Udine - BK Ventspils 91 - 93 Strasbourg - KK FMP Belgrade 71 - 78 Anwil Włocławek - Besiktas Istanbul 74 - 62 - 10e journée, 16 janvier Besiktas Istanbul - Strasbourg 80 - 88 BK Ventspils - Anwil Włocławek 84 - 82 KK FMP Belgrade - Snaidero Udine 85 - 78 |

Classement
| Rang | Équipe            | Pts | J  | V | D | Pp  | Pc  | Diff |
| ---- | ----------------- | --- | -- | - | - | --- | --- | ---- |
| 1    | KK FMP Belgrade   | 18  | 10 | 8 | 2 | 846 | 778 | 68   |
| 2    | BK Ventspils      | 17  | 10 | 7 | 3 | 827 | 779 | 48   |
| 3    | SIG Strasbourg    | 15  | 10 | 5 | 5 | 775 | 767 | 8    |
| 4    | Saidero Udine     | 15  | 10 | 5 | 5 | 801 | 792 | 9    |
| 5    | Anwil Włocławek   | 13  | 10 | 3 | 7 | 753 | 813 | -60  |
| 6    | Besiktas Istanbul | 12  | 10 | 2 | 8 | 726 | 799 | -73  |

### Groupe C
| - 1re journée, 30-31 octobre Montepaschi - Alba Berlin 79 - 63 Khimki - Hapoël Jérusalem 87 - 79 Lukoil Academic - Oostende 89 - 77 - 2e journée, 7 novembre Hapoël Jérusalem - Montepaschi 85 - 80 Alba Berlin - Lukoil Academic 78 - 61 Oostende - Khimki 93 - 88 - 3e journée, 14 novembre Khimki - Montepaschi 102 - 104 Oostende - Alba Berlin 69 - 80 Lukoil Academic - Hapoël Jérusalem 68 - 66 - 4e journée, 21 novembre Khimki - Alba Berlin 82 - 77 Montepaschi - Lukoil Academic 77 - 63 Hapoël Jérusalem - Oostende 87 - 88 - 5e journée, 28-29 novembre Alba Berlin - Hapoël Jérusalem 77 - 92 Oostende - Montepaschi 69 - 82 Lukoil Academic - Khimki 91 - 82 |  | - 6e journée, 5 décembre Alba Berlin - Montepaschi 71 - 73 Hapoël Jérusalem - Khimki 75 - 85 Oostende - Lukoil Academic 60 - 67 - 7e journée, 12 décembre Khimki - Oostende 90 - 75 Montepaschi - Hapoël Jérusalem 85 - 91 Lukoil Academic - Alba Berlin 70 - 76 - 8e journée, 19 décembre Alba Berlin - Oostende 65 - 66 Hapoël Jérusalem - Lukoil Academic 85 - 62 Montepaschi - Khimki 74 - 66 - 9e journée, 9 janvier Alba Berlin - Khimki 90 - 83 Oostende - Hapoël Jérusalem 82 - 66 Lukoil Academic - Montepaschi 76 - 81 - 10e journée, 16 janvier Khimki - Lukoil Academic 101 - 77 Montepaschi - Oostende 73 - 62 Hapoël Jérusalem - Alba Berlin 95 - 82 |

Classement
| Rang | Équipe             | Pts | J  | V | D | Pp  | Pc  | Diff |
| ---- | ------------------ | --- | -- | - | - | --- | --- | ---- |
| 1    | Montepaschi Sienne | 18  | 10 | 8 | 2 | 808 | 748 | 60   |
| 2    | BC Khimki Moscou   | 15  | 10 | 5 | 5 | 866 | 835 | 31   |
| 3    | Hapoël Jérusalem   | 15  | 10 | 5 | 5 | 821 | 796 | 25   |
| 4    | Alba Berlin        | 14  | 10 | 4 | 6 | 759 | 770 | -11  |
| 5    | Academic Sofia     | 14  | 10 | 4 | 6 | 724 | 787 | -63  |
| 6    | BC Ostende         | 14  | 10 | 4 | 6 | 741 | 783 | -42  |

### Groupe D
| - 1re journée, 30-31 octobre Eiffel Towers - Real Madrid 84 - 77 PAOK - Étoile Rouge Belgrade 68 - 78 Unics Kazan - Dexia Mons-Hainaut 89 - 71 - 2e journée, 7 novembre Dexia Mons-Hainaut - Eiffel Towers 92 - 84 Real Madrid - PAOK 69 - 45 Étoile Rouge Belgrade - Unics Kazan 87 - 84 - 3e journée, 14 novembre PAOK - Dexia Mons-Hainaut 83 - 69 Étoile Rouge Belgrade - Real Madrid 100 - 81 Unics Kazan - Eiffel Towers 106 - 88 - 4e journée, 21 novembre Eiffel Towers - PAOK 71 - 78 Dexia Mons-Hainaut - Étoile Rouge Belgrade 70 - 81 Unics Kazan - Real Madrid 100 - 94 - 5e journée, 28-29 novembre Real Madrid - Dexia Mons-Hainaut 89 - 72 PAOK - Unics Kazan 84 - 81 Étoile Rouge Belgrade - Eiffel Towers 90 - 82 |  | - 6e journée, 5 décembre Dexia Mons-Hainaut - Unics Kazan 106 - 108 Real Madrid - Eiffel Towers 84 - 61 Étoile Rouge Belgrade - PAOK 81 - 85 - 7e journée, 12 décembre Eiffel Towers - Dexia Mons-Hainaut 92 - 73 PAOK - Real Madrid 53 - 76 Unics Kazan - Étoile Rouge Belgrade 94 - 72 - 8e journée, 19 décembre Real Madrid - Étoile Rouge Belgrade 84 - 58 Dexia Mons-Hainaut - PAOK 80 - 82 Eiffel Towers - Unics Kazan 84 - 88 - 9e journée, 9 janvier Real Madrid - Unics Kazan 77 - 61 PAOK - Eiffel Towers 90 - 88 Étoile Rouge Belgrade - Dexia Mons-Hainaut 96 - 69 - 10e journée, 16 janvier Dexia Mons-Hainaut - Real Madrid 76 - 96 Unics Kazan - PAOK 85 - 57 Eiffel Towers - Étoile Rouge Belgrade 89 - 92 |

Classement
| Rang | Équipe                | Pts | J  | V | D | Pp  | Pc  | Diff |
| ---- | --------------------- | --- | -- | - | - | --- | --- | ---- |
| 1    | Real Madrid           | 17  | 10 | 7 | 3 | 827 | 710 | 117  |
| 2    | UNICS Kazan           | 17  | 10 | 7 | 3 | 896 | 820 | 76   |
| 3    | Étoile Rouge Belgrade | 17  | 10 | 7 | 3 | 835 | 806 | 29   |
| 4    | PAOK Salonique        | 16  | 10 | 6 | 4 | 725 | 778 | -53  |
| 5    | Eiffel Towers         | 12  | 10 | 2 | 8 | 823 | 870 | -47  |
| 6    | Dexia Mons-Hainaut    | 11  | 10 | 1 | 9 | 778 | 900 | -122 |

## Phase finale
|  | Huitièmes de finale                       | Huitièmes de finale                       | Huitièmes de finale                       |                             |     | Quarts de finale                      | Quarts de finale                      | Quarts de finale                      |  |  | Demi-finales                        | Demi-finales                        | Demi-finales                        |  |  | Finale                | Finale                |
|  |                                           |                                           |                                           |                             |     |                                       |                                       |                                       |  |  |                                     |                                     |                                     |  |  |                       |                       |
|  | Aller le 30 janvier, retour le 13 février | Aller le 30 janvier, retour le 13 février | Aller le 30 janvier, retour le 13 février |                             |     | Aller le 27 février, retour le 7 mars | Aller le 27 février, retour le 7 mars | Aller le 27 février, retour le 7 mars |  |  | Aller le 13 mars, retour le 20 mars | Aller le 13 mars, retour le 20 mars | Aller le 13 mars, retour le 20 mars |  |  | 10 avril, à Charleroi | 10 avril, à Charleroi |
|  | Aller le 30 janvier, retour le 13 février | Aller le 30 janvier, retour le 13 février | Aller le 30 janvier, retour le 13 février |                             |     | Aller le 27 février, retour le 7 mars | Aller le 27 février, retour le 7 mars | Aller le 27 février, retour le 7 mars |  |  | Aller le 13 mars, retour le 20 mars | Aller le 13 mars, retour le 20 mars | Aller le 13 mars, retour le 20 mars |  |  | 10 avril, à Charleroi | 10 avril, à Charleroi |
|  | Saidero Udine                             | *75                                       | 60                                        |                             |     | Aller le 27 février, retour le 7 mars | Aller le 27 février, retour le 7 mars | Aller le 27 février, retour le 7 mars |  |  | Aller le 13 mars, retour le 20 mars | Aller le 13 mars, retour le 20 mars | Aller le 13 mars, retour le 20 mars |  |  | 10 avril, à Charleroi | 10 avril, à Charleroi |
|  | Saidero Udine                             | *75                                       | 60                                        |                             |     | Aller le 27 février, retour le 7 mars | Aller le 27 février, retour le 7 mars | Aller le 27 février, retour le 7 mars |  |  | Aller le 13 mars, retour le 20 mars | Aller le 13 mars, retour le 20 mars | Aller le 13 mars, retour le 20 mars |  |  | 10 avril, à Charleroi | 10 avril, à Charleroi |
|  | Lietuvos Rytas Vilnius (+2)               | 72                                        | *65                                       |                             |     | Aller le 27 février, retour le 7 mars | Aller le 27 février, retour le 7 mars | Aller le 27 février, retour le 7 mars |  |  | Aller le 13 mars, retour le 20 mars | Aller le 13 mars, retour le 20 mars | Aller le 13 mars, retour le 20 mars |  |  | 10 avril, à Charleroi | 10 avril, à Charleroi |
|  | Lietuvos Rytas Vilnius (+2)               | 72                                        | *65                                       | Lietuvos Rytas Vilnius (+3) | 70  | *72                                   |                                       |                                       |  |  | Aller le 13 mars, retour le 20 mars | Aller le 13 mars, retour le 20 mars | Aller le 13 mars, retour le 20 mars |  |  | 10 avril, à Charleroi | 10 avril, à Charleroi |
|  | Aller le 30 janvier, retour le 13 février |                                           |                                           | Lietuvos Rytas Vilnius (+3) | 70  | *72                                   |                                       |                                       |  |  | Aller le 13 mars, retour le 20 mars | Aller le 13 mars, retour le 20 mars | Aller le 13 mars, retour le 20 mars |  |  | 10 avril, à Charleroi | 10 avril, à Charleroi |
|  |                                           | SIG Strasbourg                            | *83                                       | 56                          |     |                                       |                                       |                                       |  |  | Aller le 13 mars, retour le 20 mars | Aller le 13 mars, retour le 20 mars | Aller le 13 mars, retour le 20 mars |  |  | 10 avril, à Charleroi | 10 avril, à Charleroi |
|  | SIG Strasbourg (+15)                      | SIG Strasbourg                            | *83                                       | 56                          | *89 | 86                                    |                                       |                                       |  |  | Aller le 13 mars, retour le 20 mars | Aller le 13 mars, retour le 20 mars | Aller le 13 mars, retour le 20 mars |  |  | 10 avril, à Charleroi | 10 avril, à Charleroi |
|  | SIG Strasbourg (+15)                      | Aller le 27 février, retour le 7 mars     |                                           |                             | *89 | 86                                    |                                       |                                       |  |  | Aller le 13 mars, retour le 20 mars | Aller le 13 mars, retour le 20 mars | Aller le 13 mars, retour le 20 mars |  |  | 10 avril, à Charleroi | 10 avril, à Charleroi |
|  | SLUC Nancy                                | 86                                        | *74                                       |                             |     |                                       |                                       |                                       |  |  | Aller le 13 mars, retour le 20 mars | Aller le 13 mars, retour le 20 mars | Aller le 13 mars, retour le 20 mars |  |  | 10 avril, à Charleroi | 10 avril, à Charleroi |
|  | SLUC Nancy                                | 86                                        | *74                                       | Lietuvos Rytas Vilnius (+4) | *76 | 69                                    |                                       |                                       |  |  |                                     |                                     |                                     |  |  | 10 avril, à Charleroi | 10 avril, à Charleroi |
|  | Aller le 30 janvier, retour le 13 février |                                           |                                           | Lietuvos Rytas Vilnius (+4) | *76 | 69                                    |                                       |                                       |  |  |                                     |                                     |                                     |  |  | 10 avril, à Charleroi | 10 avril, à Charleroi |
|  |                                           | KK FMP Belgrade                           | 69                                        | *72                         |     |                                       |                                       |                                       |  |  |                                     |                                     |                                     |  |  | 10 avril, à Charleroi | 10 avril, à Charleroi |
|  | CB Gran Canaria                           | KK FMP Belgrade                           | 69                                        | *72                         | *84 | 64                                    |                                       |                                       |  |  |                                     |                                     |                                     |  |  | 10 avril, à Charleroi | 10 avril, à Charleroi |
|  | CB Gran Canaria                           | Aller le 13 mars, retour le 20 mars       |                                           |                             | *84 | 64                                    |                                       |                                       |  |  |                                     |                                     |                                     |  |  | 10 avril, à Charleroi | 10 avril, à Charleroi |
|  | KK FMP Belgrade (+10)                     | 88                                        | *70                                       |                             |     |                                       |                                       |                                       |  |  |                                     |                                     |                                     |  |  | 10 avril, à Charleroi | 10 avril, à Charleroi |
|  | KK FMP Belgrade (+10)                     | 88                                        | *70                                       | KK FMP Belgrade (+9)        | 79  | *88                                   |                                       |                                       |  |  |                                     |                                     |                                     |  |  | 10 avril, à Charleroi | 10 avril, à Charleroi |
|  | Aller le 30 janvier, retour le 13 février |                                           |                                           | KK FMP Belgrade (+9)        | 79  | *88                                   |                                       |                                       |  |  |                                     |                                     |                                     |  |  | 10 avril, à Charleroi | 10 avril, à Charleroi |
|  |                                           | Hapoël Jérusalem                          | *88                                       | 70                          |     |                                       |                                       |                                       |  |  |                                     |                                     |                                     |  |  | 10 avril, à Charleroi | 10 avril, à Charleroi |
|  | Hapoël Jérusalem (+26)                    | Hapoël Jérusalem                          | *88                                       | 70                          | *88 | 73                                    |                                       |                                       |  |  |                                     |                                     |                                     |  |  | 10 avril, à Charleroi | 10 avril, à Charleroi |
|  | Hapoël Jérusalem (+26)                    | Aller le 27 février, retour le 7 mars     |                                           |                             | *88 | 73                                    |                                       |                                       |  |  |                                     |                                     |                                     |  |  | 10 avril, à Charleroi | 10 avril, à Charleroi |
|  | BK Ventspils                              | 73                                        | *62                                       |                             |     |                                       |                                       |                                       |  |  |                                     |                                     |                                     |  |  | 10 avril, à Charleroi | 10 avril, à Charleroi |
|  | BK Ventspils                              | 73                                        | *62                                       | Lietuvos Rytas Vilnius      | 75  |                                       |                                       |                                       |  |  |                                     |                                     |                                     |  |  |                       |                       |
|  | Aller le 30 janvier, retour le 13 février |                                           |                                           | Lietuvos Rytas Vilnius      | 75  |                                       |                                       |                                       |  |  |                                     |                                     |                                     |  |  |                       |                       |
|  |                                           | Real Madrid                               | 87                                        |                             |     |                                       |                                       |                                       |  |  |                                     |                                     |                                     |  |  |                       |                       |
|  | KK Hemofarm                               | Real Madrid                               | 87                                        | *73                         | 64  |                                       |                                       |                                       |  |  |                                     |                                     |                                     |  |  |                       |                       |
|  | KK Hemofarm                               |                                           |                                           | *73                         | 64  |                                       |                                       |                                       |  |  |                                     |                                     |                                     |  |  |                       |                       |
|  | UNICS Kazan (+48)                         | 90                                        | *95                                       |                             |     |                                       |                                       |                                       |  |  |                                     |                                     |                                     |  |  |                       |                       |
|  | UNICS Kazan (+48)                         | 90                                        | *95                                       | UNICS Kazan (+31)           | *83 | 97                                    |                                       |                                       |  |  |                                     |                                     |                                     |  |  |                       |                       |
|  | Aller le 30 janvier, retour le 13 février |                                           |                                           | UNICS Kazan (+31)           | *83 | 97                                    |                                       |                                       |  |  |                                     |                                     |                                     |  |  |                       |                       |
|  |                                           | Montepaschi Sienne                        | 53                                        | *96                         |     |                                       |                                       |                                       |  |  |                                     |                                     |                                     |  |  |                       |                       |
|  | PAOK Salonique                            | Montepaschi Sienne                        | 53                                        | *96                         | *62 | 77                                    |                                       |                                       |  |  |                                     |                                     |                                     |  |  |                       |                       |
|  | PAOK Salonique                            | Aller le 27 février, retour le 7 mars     |                                           |                             | *62 | 77                                    |                                       |                                       |  |  |                                     |                                     |                                     |  |  |                       |                       |
|  | Montepaschi Sienne (+18)                  | 79                                        | *80                                       |                             |     |                                       |                                       |                                       |  |  |                                     |                                     |                                     |  |  |                       |                       |
|  | Montepaschi Sienne (+18)                  | 79                                        | *80                                       | UNICS Kazan                 | *78 | 63                                    |                                       |                                       |  |  |                                     |                                     |                                     |  |  |                       |                       |
|  | Aller le 30 janvier, retour le 13 février |                                           |                                           | UNICS Kazan                 | *78 | 63                                    |                                       |                                       |  |  |                                     |                                     |                                     |  |  |                       |                       |
|  |                                           | Real Madrid (+10)                         | 67                                        | *84                         |     |                                       |                                       |                                       |  |  |                                     |                                     |                                     |  |  |                       |                       |
|  | Étoile Rouge Belgrade (+29)               | Real Madrid (+10)                         | 67                                        | *84                         | *89 | 93                                    |                                       |                                       |  |  |                                     |                                     |                                     |  |  |                       |                       |
|  | Étoile Rouge Belgrade (+29)               |                                           |                                           |                             | *89 | 93                                    |                                       |                                       |  |  |                                     |                                     |                                     |  |  |                       |                       |
|  | BC Khimki Moscou                          | 77                                        | 76                                        |                             |     |                                       |                                       |                                       |  |  |                                     |                                     |                                     |  |  |                       |                       |
|  | BC Khimki Moscou                          | 77                                        | 76                                        | Étoile Rouge Belgrade       | *72 | 78                                    |                                       |                                       |  |  |                                     |                                     |                                     |  |  |                       |                       |
|  | Aller le 30 janvier, retour le 13 février |                                           |                                           | Étoile Rouge Belgrade       | *72 | 78                                    |                                       |                                       |  |  |                                     |                                     |                                     |  |  |                       |                       |
|  |                                           | Real Madrid (+12)                         | 83                                        | *79                         |     |                                       |                                       |                                       |  |  |                                     |                                     |                                     |  |  |                       |                       |
|  | Real Madrid (+25)                         | Real Madrid (+12)                         | 83                                        | *79                         | *74 | 73                                    |                                       |                                       |  |  |                                     |                                     |                                     |  |  |                       |                       |
|  | Real Madrid (+25)                         |                                           |                                           |                             | *74 | 73                                    |                                       |                                       |  |  |                                     |                                     |                                     |  |  |                       |                       |
|  | Alba Berlin                               | 65                                        | *67                                       |                             |     |                                       |                                       |                                       |  |  |                                     |                                     |                                     |  |  |                       |                       |
|  | Alba Berlin                               | 65                                        | *67                                       |                             |     |                                       |                                       |                                       |  |  |                                     |                                     |                                     |  |  |                       |                       |

* indique l'équipe évoluant à domicile.
L'ailier américain du Real Madrid Charles Smith est nommé MVP de la finale.

## Effectif de l'équipe victorieuse
Joueurs
| Numéro | Nom                       | Poste     | Taille |
| ------ | ------------------------- | --------- | ------ |
| 4      | Venson Hamilton           | Pivot     | 2,07   |
| 7      | Charles Smith             | Ailier    | 1,93   |
| 9      | Felipe Reyes              | Pivot     | 2,03   |
| 12     | Ratko Varda               | Pivot     | 2,16   |
| 15     | Álex Mumbrú               | Ailier    | 2,02   |
| 16     | Eduardo Hernández-Sonseca | Pivot     | 2,12   |
| 17     | Axel Hervelle             | Intérieur | 2,05   |
| 19     | Kerem Tunçeri             | Meneur    | 1,91   |
| 22     | Louis Bullock             | Arrière   | 1,85   |
| 24     | Raúl López                | Meneur    | 1,82   |
| 33     | Marko Tomas               | Ailier    | 2,01   |
| 12     | Marko Milič               | Ailier    | 2,00   |
| 8      | Blagota Sekulić           | Pivot     | 2,09   |

Entraîneur
Joan Plaza